# Wyzwanie (film 2003)
Wyzwanie (tytuł oryg. The Challenge) – amerykański film fabularny z 2003 roku z udziałem sióstr Olsen.

## Opis fabuły
Lizzie (Ashley Olsen) i Shane (Mary-Kate Olsen) różni prawdopodobnie wszystko. Lizzie jest bardzo konkretna i zawsze racjonalna, podczas gdy Shane – wręcz odwrotnie. Na dodatek druga z sióstr przywiązuje zdecydowanie większą wagę do ekologii i środowiska naturalnego. Shane mieszka w Los Angeles ze swoją mamą, a Lizzie w Waszyngtonie z tatą. Obie jednak biorą udział w nowym programie z cyklu reality show, w którym walczą o nagrodę w postaci stypendium. Producent postanawia umieścić je w jednym zespole. Dziewczyny szczerze się nienawidzą, nie rozmawiają ze sobą, a jeśli już, to rozmowa przybiera formę kłótni.